# سیدآباد کلوت
سیدآباد کلوت، روستایی است از توابع بخش مرکزی شهرستان سبزوار استان خراسان رضوی ایران.

## جمعیت
این روستا در دهستان قصبه غربی قرار داشته و بر اساس سرشماری سال ۱۳۹۵ جمعیت آن ۳۱ نفر (۱۰ خانوار)
بوده است.